# René Padilla
René Padilla (Quito, 1932 – Buenos Aires, 27 de abril de 2021) fue un teólogo evangélico y misiólogo ecuatoriano conocido por acuñar el término "misión integral", en la década de 1970, para articular la evangelización y el activismo social.

## Vida
Hijo de un sastre protestante. Nació en una familia pobre, que debido a la crisis económica se mudó cuando él tenía dos años a Colombia, donde creció.
Entre 1953 y 1959 estudió Filosofía y Teología en el Wheaton College, en Illinois, donde obtuvo la maestría.
En 1959, fue nombrado secretario itinerante de la Comunidad Internacional de Estudiantes Evangélicos en América Latina. En su trabajo con universidades de Venezuela, Colombia, Perú y Ecuador, Padilla se enfrentó a un contexto sociopolítico tenso. La difusión del marxismo y la teología de la liberación desafiaron a Padilla a desarrollar una nueva teología social evangélica que luego denominó "misión integral".
Su educación y experiencias subrayaron los fundamentos evangélicos de Padilla y la prioridad que le dio al enfoque histórico-crítico de la hermenéutica.  En 1966, obtuvo el doctorado en el Nuevo Testamento de la Universidad de Manchester, bajo la dirección de Frederick F. Bruce. A partir de 1967, pasó a residir en Buenos Aires, Argentina, donde fue pastor de la iglesia Bautista de La Lucila.
Padilla llevó sus ideas al escenario mundial en la Conferencia de Lausana de 1974. Esto tuvo un efecto significativo en la naturaleza del evangelismo global y la creciente importancia del activismo social.

## Obras
- Misión Integral. Ensayos sobre el Reino de Dios y la Iglesia. Ediciones Kairós, 2015. ISBN 9789871355594
- ¿Qué es la misión integral? (con Claudia Lorena Juárez, Juan José Barreda Toscano). Ediciones Kairós, 2006. ISBN 9789871355174
- Misión integral y pobreza: el testimonio evangélico hacia el tercer milenio: Palabra, espíritu y misión (con Tetsunao Yamamori). Ediciones Kairós, 2001. ISBN 9789879403198
- Los Evangélicos y el poder político en América Latina (con Samuel Escobar, S. Rooy, E. Cavalcanti y otros), Nueva Creación, Buenos Aires, 1986.
- Iglesia y mundo: Un estudio de la relación entre iglesia y mundo en el pensamiento del Apóstol Pablo. Tesis de doctorado, 1966.